# غارتگر (فیلم ۲۰۱۸)
غارتگر (انگلیسی: The Predator) یک فیلم آمریکایی در سبک اکشن علمی–تخیلی به کارگردانی شین بلک و نویسندگی بلک و فرد دکر است که در سال ۲۰۱۸ منتشر شد.

## خلاصهٔ داستان
در خلاصهٔ داستان رسمی این فیلم آمده‌است: از فضای دوردست خارج زمین به خیابان‌های حومهٔ یک شهر کوچک، شکار در بازسازی انفجاری سری غارتگر توسط شین بلک به خانه باز می‌گردد. حال، مرگبارترین شکارچیان جهان قدرتمندتر، باهوش‌تر و کشتنده‌تر از گذشته هستند، آن‌ها خودشان را با استفاده از دی‌ان‌ای دیگر گونه‌ها ارتقا داده‌اند. وقتی که یک پسربچه جیکوب ترمبلی تصادفاً محرک بازگشت آن‌ها به زمین می‌شود، تنها یک دسته از سربازان سابق و یک معلم علوم می‌توانند جلوی نابودی نژاد انسان را بگیرند.

## دنباله‌ها
این فیلم دنباله‌ی چهارم بعد از فیلم‌های غارتگر و غارتگر ۲ و غارتگران و بیگانه علیه غارتگر و طعمه محصول ۲۰۲۴ می‌باشد.

## بازیگران
- بوید هالبروک
- الیویا مان
- توماس جین
- جیک بیوزی
- کیگان-مایکل کی
- استرلینگ کی براون
- جیکوب ترمبلی
- ایوان استراهاوسکی
- آلفی آلن